# Горин, Феодосий Александрович
Феодосий Александрович Горин (3 февраля 1923, Бугра, Вологодская губерния — 14 декабря 1969, Москва) — советский военный деятель и учёный в области измерительных систем космической техники, генерал-майор (1966), кандидат технических наук (1968). Заслуженный деятель науки и техники Казахской ССР (1965). Лауреат Ленинской премии (1961).

## Биография
Родился 3 февраля 1923 года в деревне Бугры (ныне — в Харовском районе Вологодской области).
После окончания Ленинградской артиллерийской школы (в 1941 году) и  3-го Ленинградского артиллерийского училища (1942) был участником Великой Отечественной войны в составе 1094-го пушечного
артиллерийского полка РГК в должности начальника разведки и начальника штаба дивизиона, воевал на Волховском фронте. С 1944 по 1945 год — начальник штаба 3-го дивизиона и командир 6-й батареи 161-й пушечной артиллерийской бригады 2-й ударной армии, воевал на Ленинградском фронте. С 1945 года — помощник начальника штаба 1-го дивизиона 112-го артиллерийского полка 44-й стрелковой дивизии. С 1946 года — старший помощник начальника штаба 2280-го гаубичного артиллерийского полка 616-й артиллерийской бригады Харьковского военного округа. С 1947 по 1950 год — командир оптической разведки разведывательного дивизиона 193-й отдельной артиллерийской бригады.
С 1950 по 1955 год обучался в Военно-инженерной академия связи имени С. М. Будённого. С 1955 по 1964 год на службе и научно-исследовательской работе на космодроме Байконур (НИИП-5) в должностях: старший офицер отдела штаба и начальника 10-го отдела (измерительного комплекса) Службы единого времени НИИП-5. В 1957 году Приказом Министра обороны СССР Ф. А. Горину было присвоено воинское звание инженер-полковник. В 1961 году — заместитель начальника НИИП-5 по научно-исследовательским работам и службе измерений, в этом же году защити диссертацию на соискание учёной степени кандидат технических наук. Указами Президиума Верховного Совета СССР от 29 июля 1960 года «За создание и успешное освоение в серийном производстве специальной техники» Ф. А. Горин был награждён орденом Трудового Красного Знамени, а 24 ноября 1964 года «За успешное выполнение специального задания советского правительства» — орденом Красного Знамени.
С 1964 года — начальник управления научно-исследовательских работ и измерений и заместитель начальника НИИП-5 по измерениям. 7 мая 1966 года Постановлением СМ СССР Ф. А. Горину было присвоено воинское звание генерал-майор. С 1969 года — старший научный сотрудник и заместитель начальника Центрального управления космических средств Министерства обороны СССР по системам спутниковой связи. Ф. А. Гориным был внесён существенный вклад в развитие научно-технических средств и методов измерений и обработки результатов измерений.
В 1961 году «закрытым» Постановлением ЦК КПСС и СМ СССР «За разработку автоматического измерительного комплекса для оперативного определения выхода космических ракет и космических кораблей спутников Земли на заданную орбиту и точное прогнозирование их полета; вычисление по данным измерений координат падения, параметров облета Луны и возвращения к Земле; обеспечение высокой точности приземления корабля-спутника; техническую подготовку измерительных средств полигона к запуску ракет на Луну и вокруг Луны и космических кораблей-спутников Земли в 1961 году» Ф. А. Горину была присуждена Ленинской премии.
Скончался 14 декабря 1969 года в Москве, похоронен на Ваганьковском кладбище.

## Награды
Основной источник:
- Красного Знамени (24.11.1966)
- Орден Трудового Красного Знамени (29.07.1960)[2]
- два ордена Красной Звезды (30.11.1944, 30.12.1956)
- Медаль «За боевые заслуги» (19.11.1951)
- Медаль «За оборону Ленинграда» (22.12.1942)
- Медаль «За победу над Германией в Великой Отечественной войне 1941—1945 гг.» (09.05.1945)